# Rovito
Rovito község (comune) Olaszország Calabria régiójában, Cosenza megyében.

## Fekvése
A megye központi részén fekszik. Határai: Casole Bruzio, Celico, Cosenza, Lappano, San Pietro in Guarano, Trenta és Zumpano.

## Története
A 9. században alapították a szaracén portyázások elől menekülő cosenzai lakosok.

## Népessége
A népesség számának alakulása:

## Főbb látnivalói
- Santa Maria de Nives-templom
- Santa Barbara-templom